# Casa Gardella
La Casa Gardella és un edifici del municipi de Figueres (Alt Empordà) que forma part de l'Inventari del Patrimoni Arquitectònic de Catalunya.

## Descripció
Edifici situat al centre històric de la ciutat molt a prop de l'Ajuntament de Figueres. És un edifici cantoner de planta baixa i tres pisos. A la planta baixa presenta local comercial i un portal d'accés i dues finestres al carrer Sant Pere. La cantonada està solucionada amb encoixinat: arrodonit i en pedra a la planta baixa, i en angle i arrebossat als pisos. A la façana del carrer Besalú presenta balcons amb llosana emmotllurada en degradació de mida respecte a l'alçada. A la del carrer Sant Pere tres finestres també en degradació de mida. Totes les obertures estan emmarcades per motllures. La façana presenta esgrafiats florals de tipus modernista a la base del primer pis i a la zona superior de la façana abans de la cornisa que corona l'edifici seguida per la balustrada i la terrassa.